# 樋脇站
樋脇站（日语：／ Hiwaki eki */?）是位於鹿兒島縣薩摩郡樋脇町大字塔之原（現時：薩摩川內市樋脇町塔之原），日本國有鐵道（國鐵）宮之城線的鐵路車站（廢站）。

## 歷史
- 1924年（大正13年）10月20日：川內町站至此站之間開通，此站啟用，當時為一般車站和終點站[2]。
- 1926年（大正15年）5月8日：此站至宮之城站之間開通，成為中途站。
- 1961年（昭和36年）9月1日：結束貨運業務和代收及派送業務[1][2]。
- 1970年（昭和45年）9月30日：廢除列車交會設施。
- 1971年（昭和46年）2月20日：結束行李起卸業務[3]。成為無人車站[4][注 1]
- 1987年（昭和62年）1月10日：隨著宮之城線全線廢除，此站也被廢除[1]。

## 車站構造
此站為無人車站，設有2面2線的相對式月台。在廢站前，此站只使用靠近站舍一邊的月台。另外在1971年（昭和46年）曾經有職員當值。

### 月台
| 月台 | 路線         | 上下行       | 方向               |
| ---- | ------------ | ------------ | ------------------ |
| 1    | ■宮之城線    | 上下行       | 川內、薩摩大口方向 |
| 2    | （停止使用） | （停止使用） | （停止使用）       |

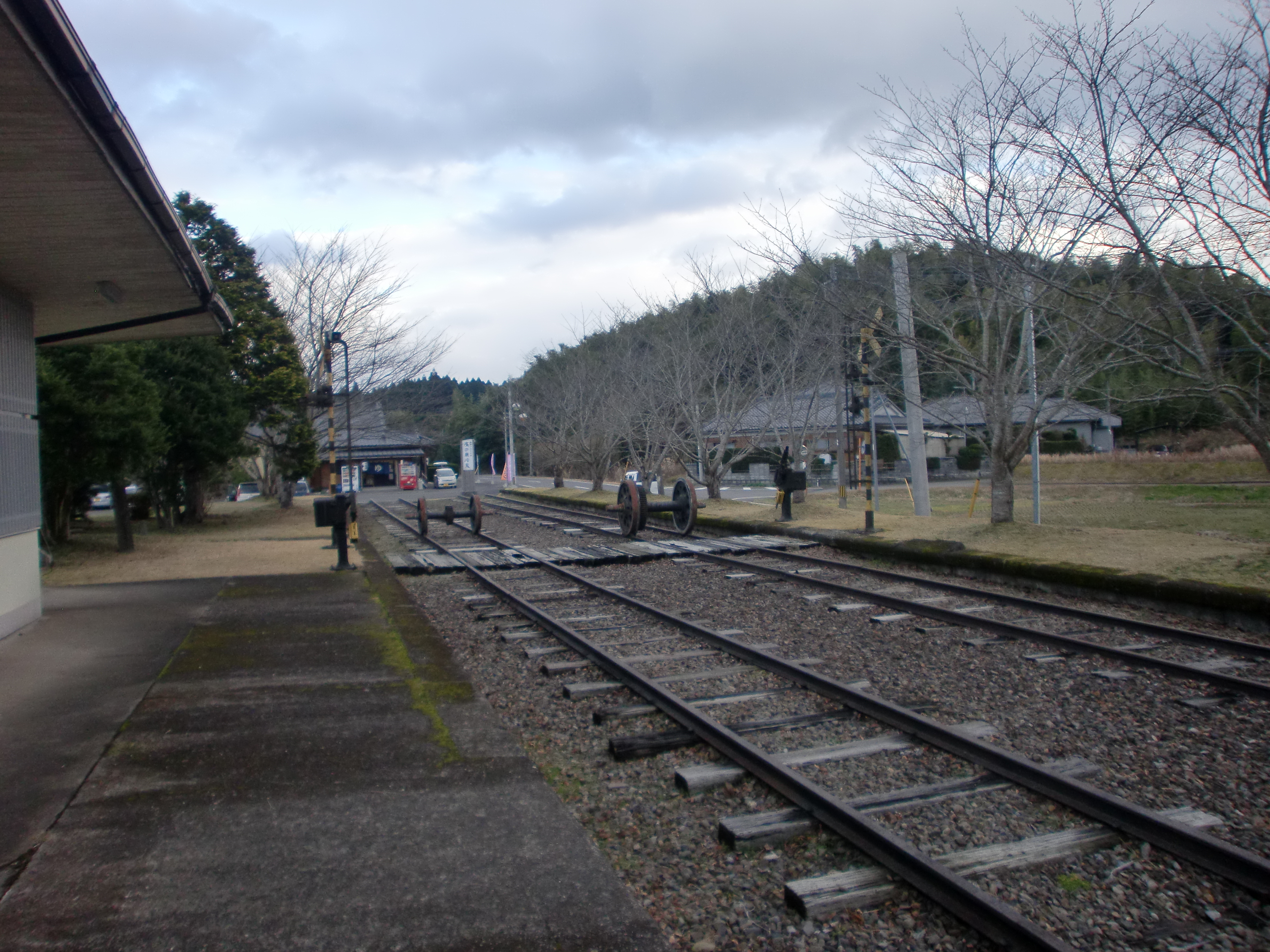
月台、路軌和平交道保留了下來，還有展出了車輪。
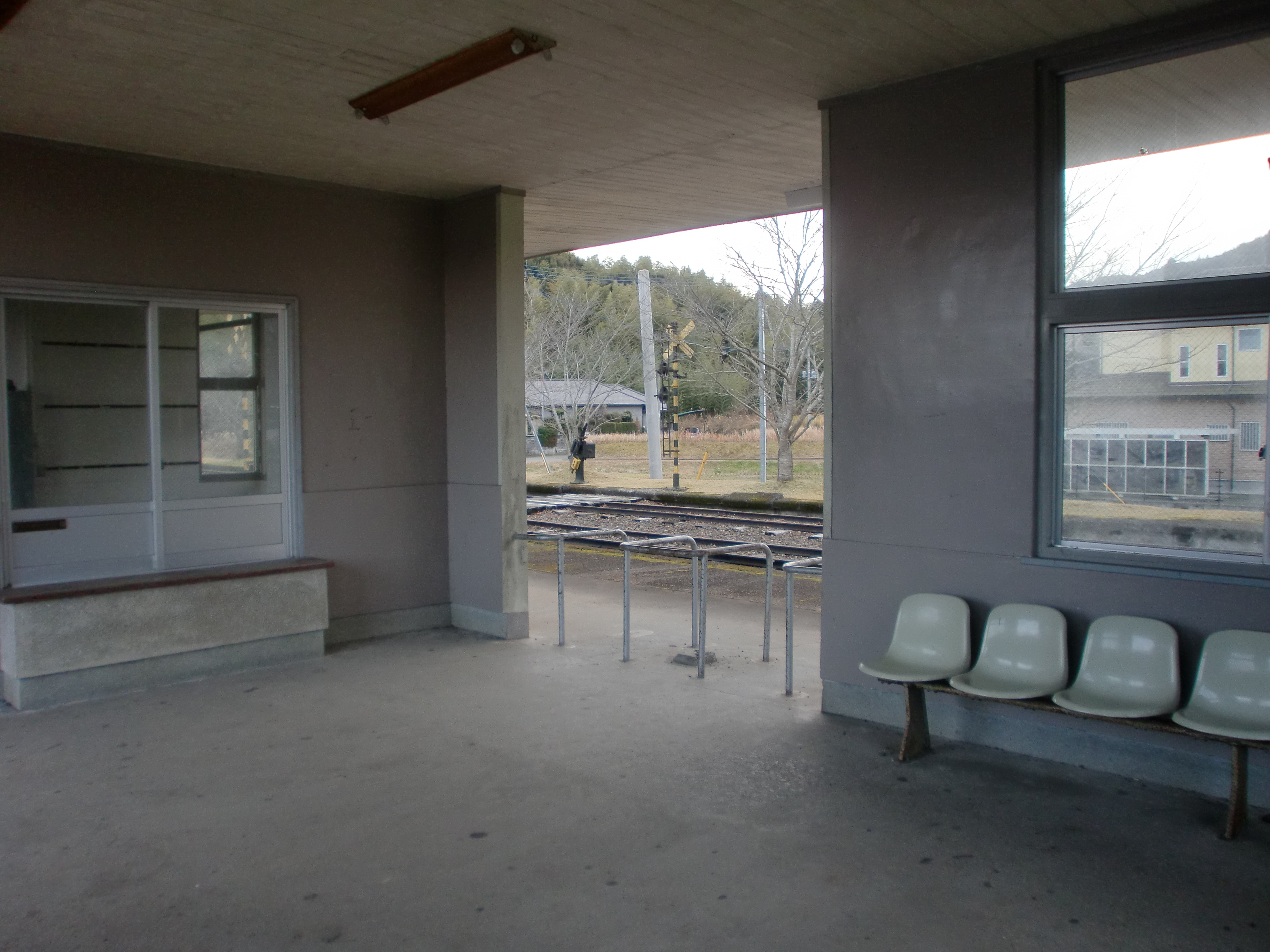
從站舍內的候車室望向檢票口。

## 使用狀況
以下為各年1日平均上下車人次列表。
| 年度               | 乘車人次（人） | 下車人次（人） |
| ------------------ | -------------- | -------------- |
| 1924年（大正13年） | 368            | 338            |
| 1926年（昭和元年） | 241            | 224            |
| 1930年（昭和5年）  | 152            | 138            |
| 1935年（昭和10年） | 125            | 120            |
| 1940年（昭和15年） | 229            | 228            |
| 1945年（昭和20年） | 349            | 322            |
| 1950年（昭和25年） | 538            | 539            |
| 1955年（昭和30年） | 280            | 279            |
| 1965年（昭和40年） | 608            | 608            |
| 1969年（昭和44年） | 386            | 386            |

## 車站周邊

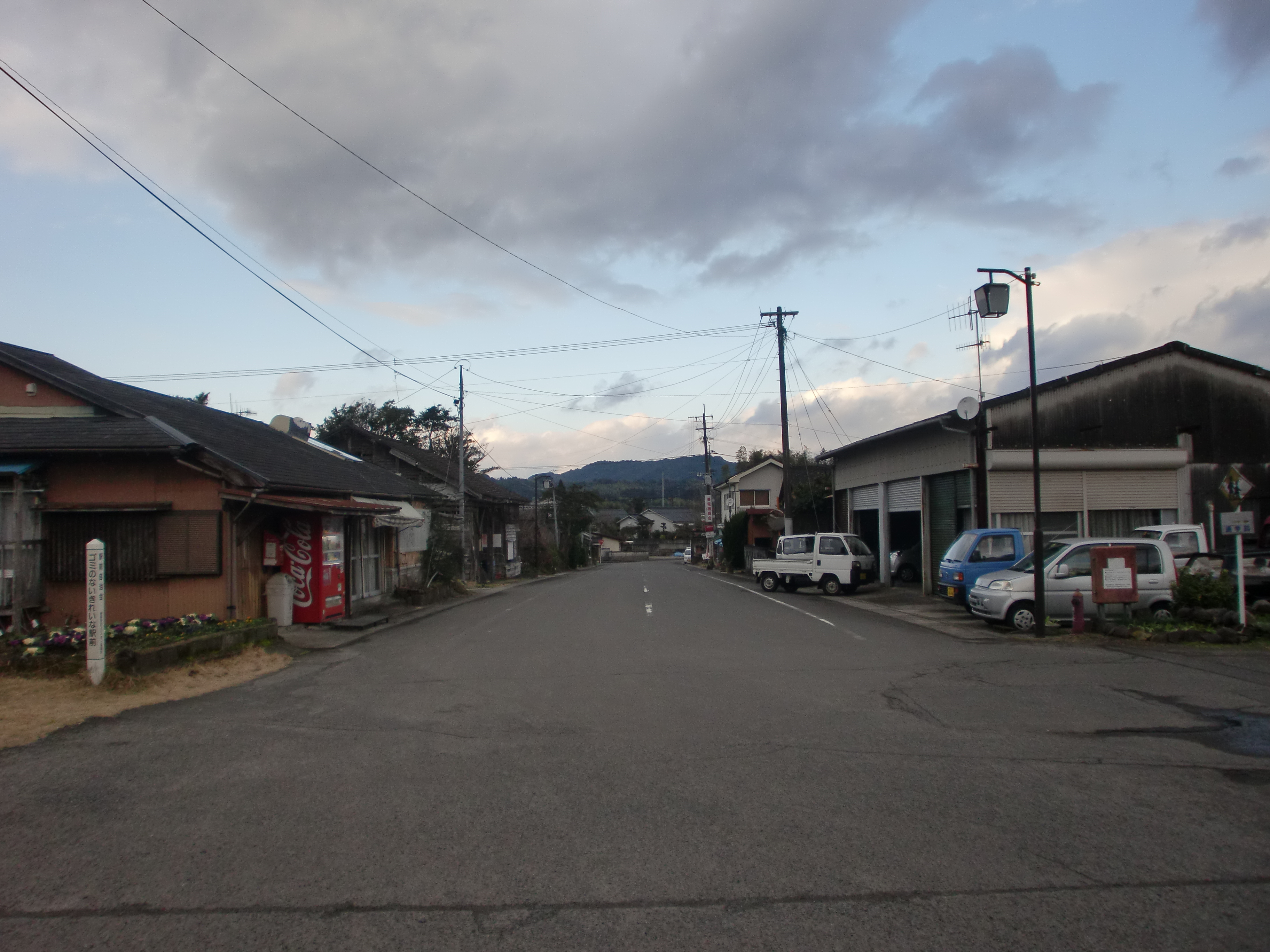
樋脇站前的風景（舊縣道343號樋脇停車場線）

截至2019年（令和元年），車站附近設有「樋脇站」巴士站。
- 樋脇町公所（現時：薩摩川內市政廳樋脇分所）
- 鹿兒島縣立樋脇高等學校（日语：鹿児島県立樋脇高等学校）（在2009年（平成21年），隨著高校重組而關校）
- 樋脇町（現時：薩摩川內市）立樋脇小學（日语：薩摩川内市立樋脇小学校）

## 現狀
現時，車站遺址變成了舊樋脇站跡鐵路紀念公園，公園內保留了站舍、月台和部分路軌。
曾經在站前至鹿兒島縣道335號市比野東鄉線之間設有「鹿兒島縣道343號樋脇停車場線」之縣道。在2005年3月29日，該縣道被廢除。

## 相鄰車站
日本國有鐵道（國鐵）
宮之城線
吉野山－樋脇－上樋脇

## 注腳

## 相關項目
- 日本鐵路車站列表 Hi